# Épandage aérien

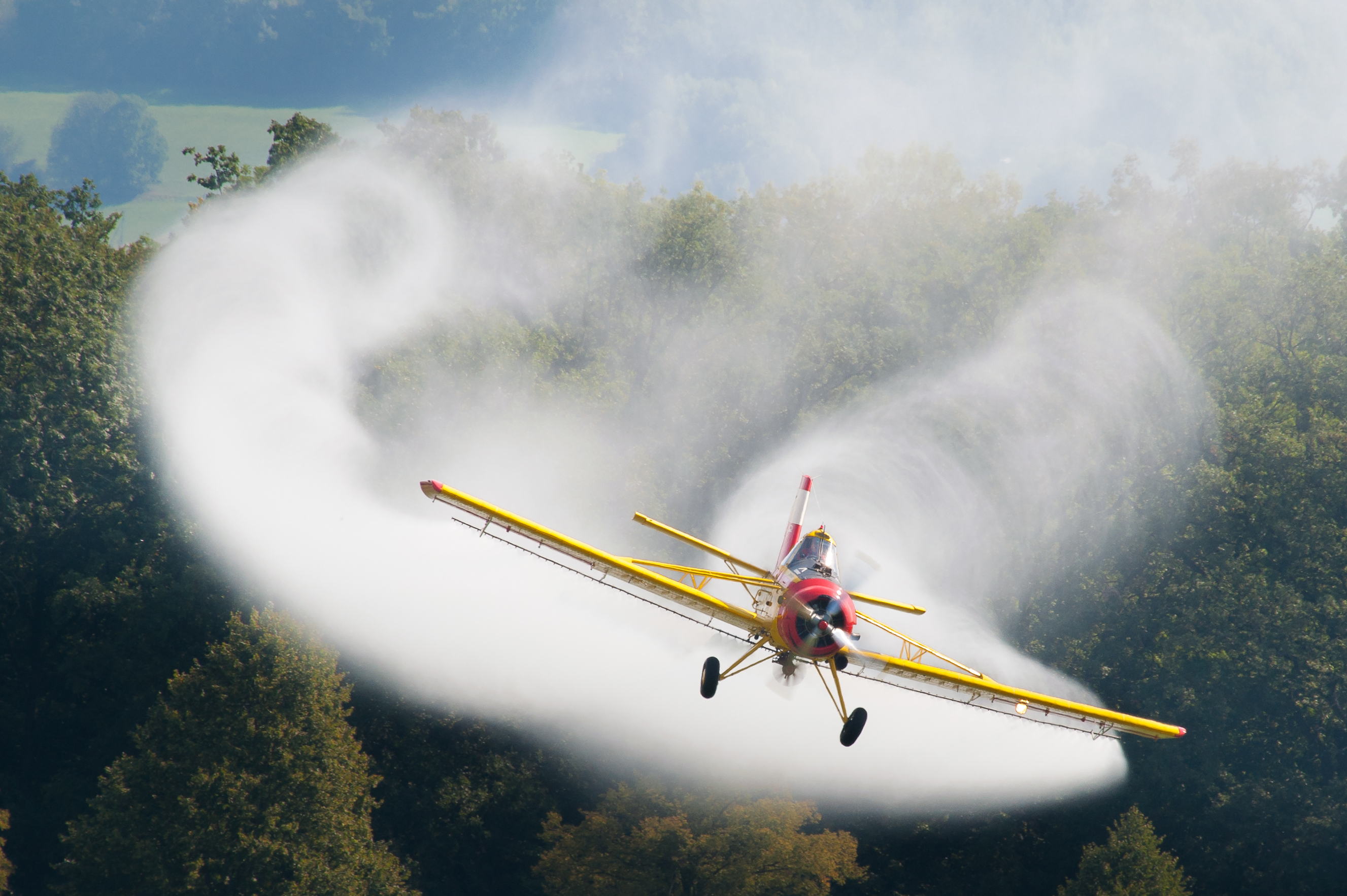
PZL-106 Kruk en train de disperser.

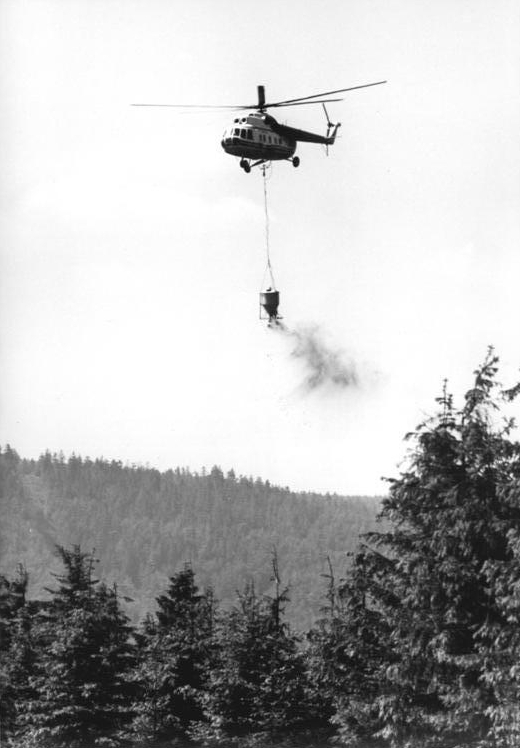
Mil Mi-8 dispersant un fertilisant.

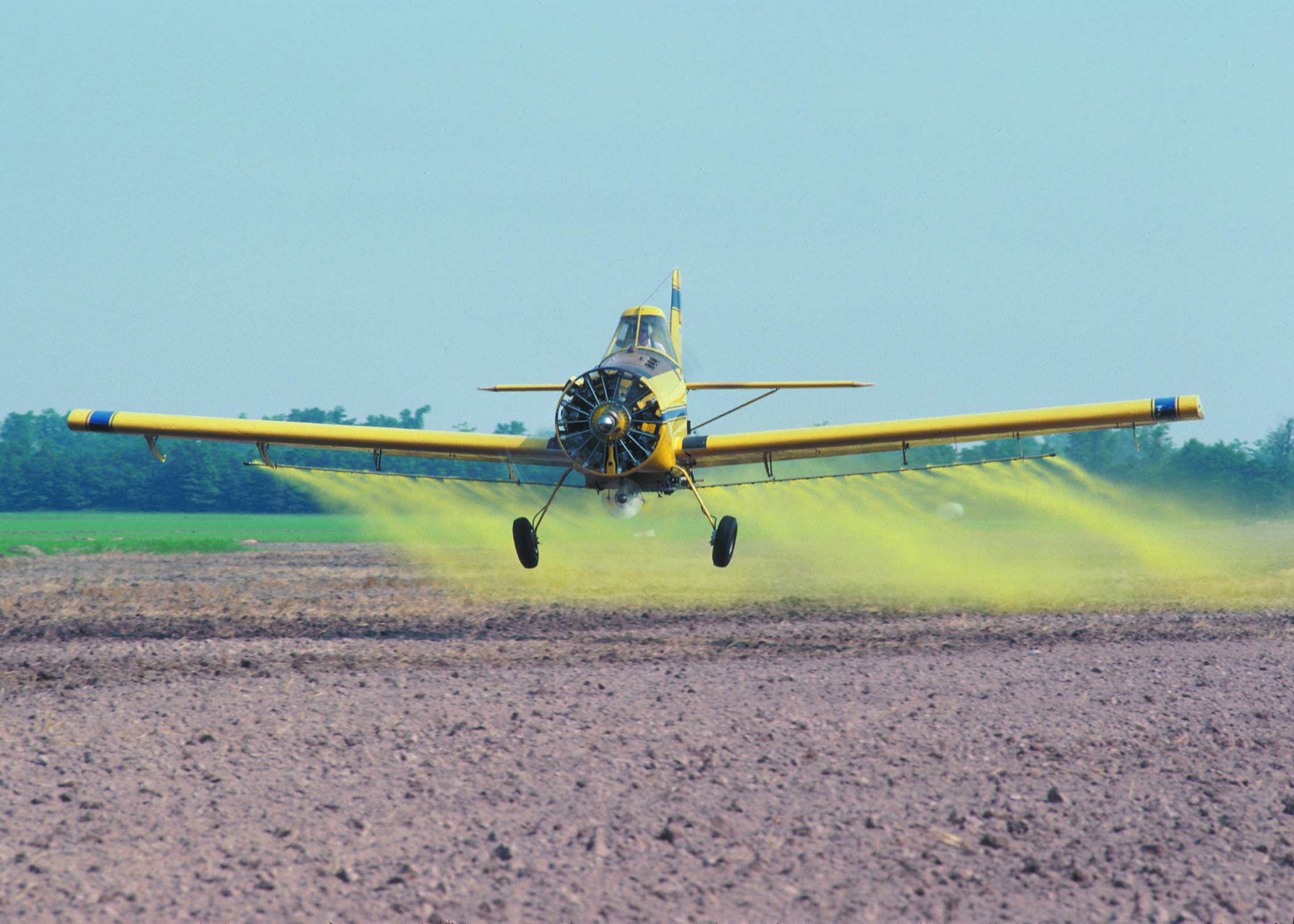
Air Tractor d'épandage aérien.

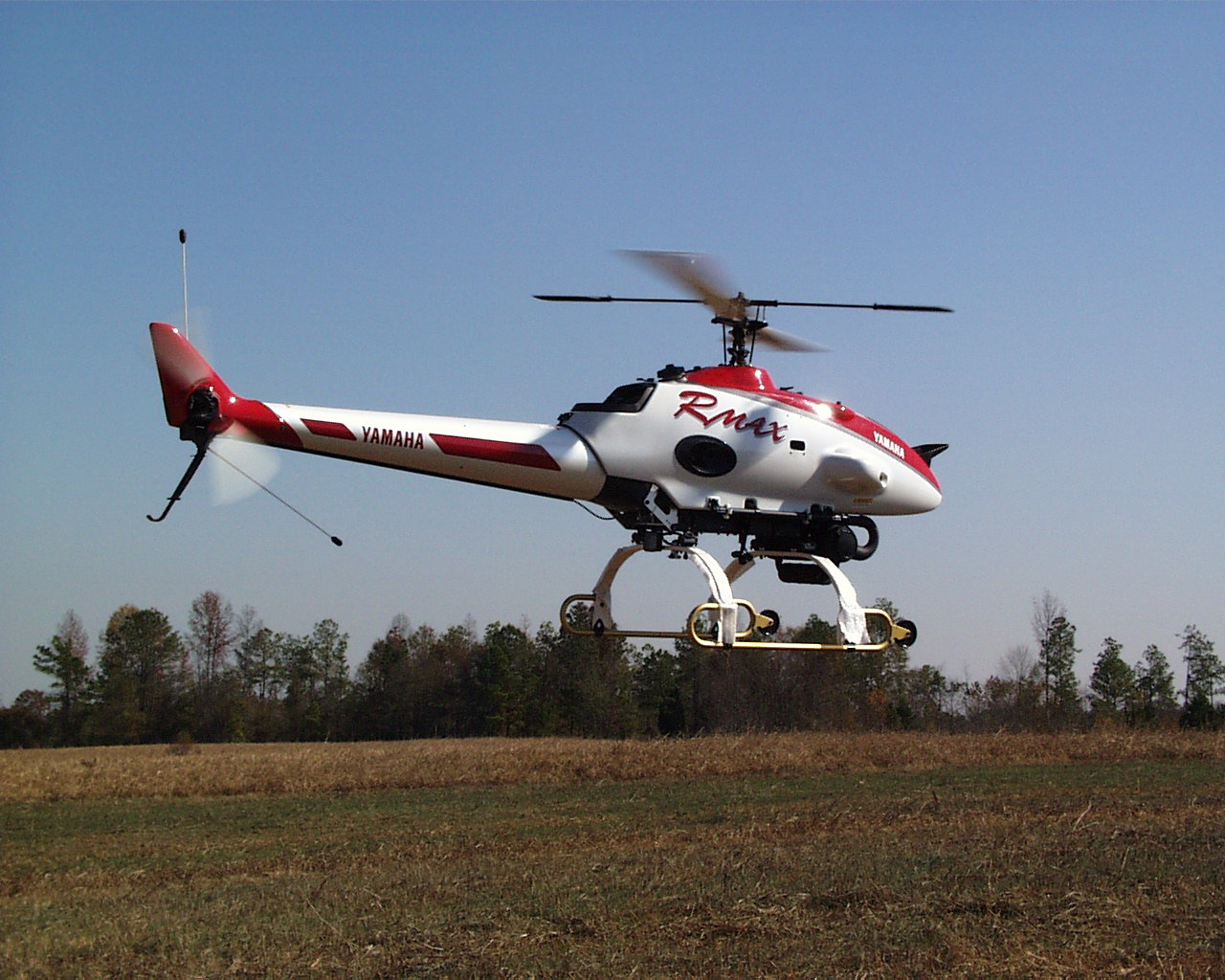
Yamaha R-MAX, un drone hélicoptère utilisé pour l'épandage aérien au Japon.

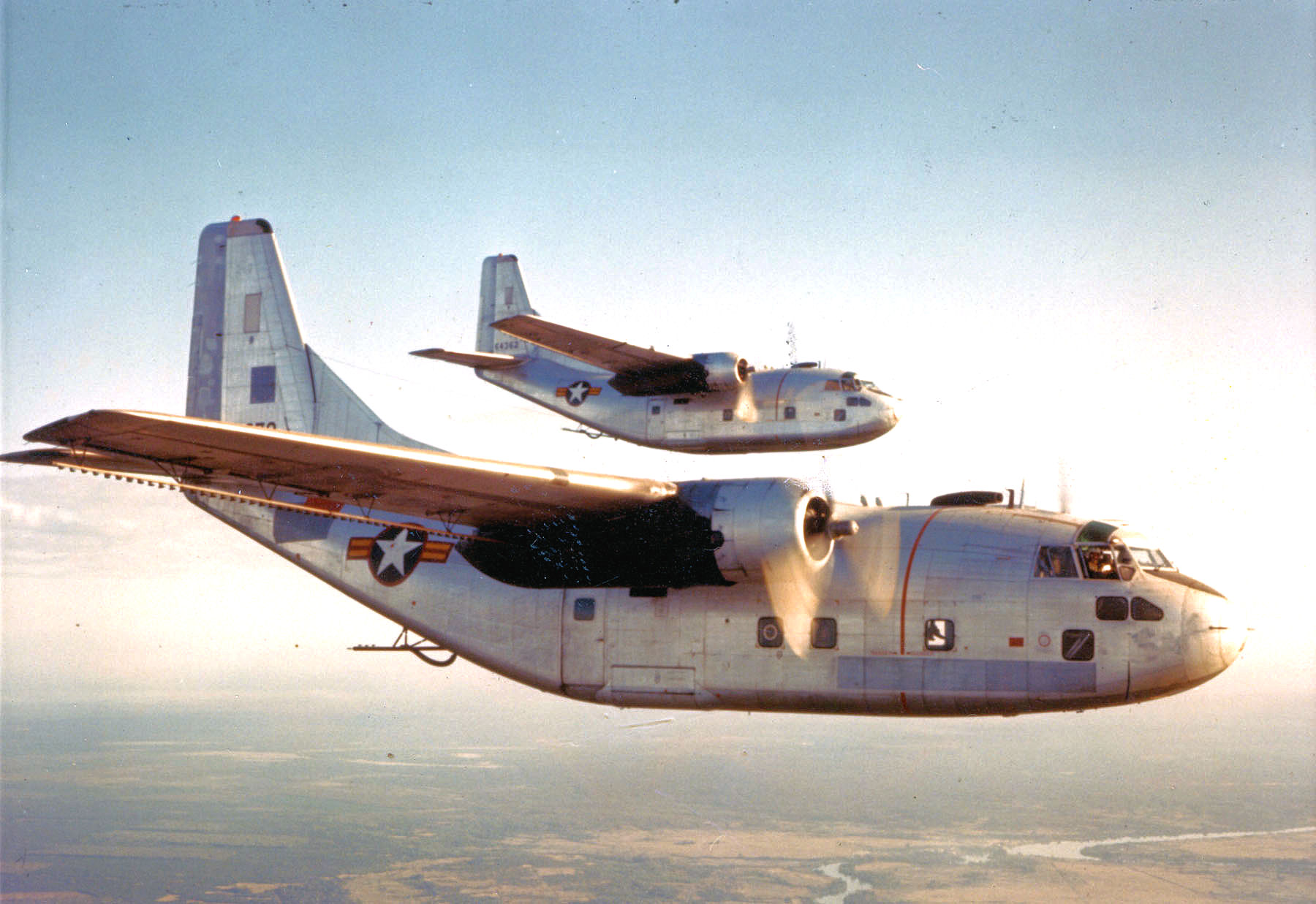
Fairchild C-123 Provider en avion d'épandage aérien lors de l'opération Ranch Hand, diffuseurs sous les ailes.

L'épandage aérien est une forme d'épandage pratiquée depuis un aéronef, généralement un petit avion.
Cette expression désigne le plus souvent la pulvérisation de produits phytosanitaires sur les cultures à partir d'un avion agricole. Il s'agit parfois d'épandage de chaux (pour lutter contre l'acidification de certains sols), de fertilisants (éventuellement sur des forêts) voire en ville sur des boisements urbains touchés par des chenilles processionnaires (du pin et du chêne). On a aussi utilisé des avions pour épandre des semis de graines et des engrais (on parle alors de « topdressing » aérien dans certains pays). 
En raison des risques environnementaux et sanitaires liés à la dérive des pesticides, l'Union européenne (en 2009) et de nombreux pays ont interdit ou sévèrement restreint les pratiques d'épandage aérien.

## Avions épandeurs
Ces « avions agricoles » (parfois aussi utilisés pour lutter contre les feux de forêts) ou militaires dans le cas de la guerre du viet-nam et de l'agent orange, souvent dotés de moteurs à turbine pouvant atteindre 1 500 chevaux (1 100 kW) ; ils peuvent transporter jusqu'à 3 000 litres de produits phytosanitaires. Des hélicoptères sont parfois utilisés.

## Historique
Le premier épandage aérien connu remonte à 1906, réalisé par John Chaytor pour dispersé des graines sur une vallée marécageuse en Nouvelle-Zélande (depuis un ballon).
L'épandage de pesticides par avion a débuté le 3 août 1921 aux États-Unis, par un test mené par le département américain de l'Agriculture et le Signal Corps de l'armée. À cette occasion, un Curtiss JN-4 Jenny modifié a dispersé de l'arséniate de plomb (un pesticide hautement toxique) pour tenter d' éliminer des chenilles qui attaquaient des Catalpas,. 
En 1924, la première entreprise commerciale d'épandage aérien, Huff-Daland Crop Dusting, a été créée à Macon, en Géorgie.
Il a été massivement utilisé au Canada pour lutter contre les chenilles de la Tordeuse des bourgeons de l'épinette, qui s'est mise à pulluler sur des millions d'hectares à partir des années 1970. Cette forme d'épandage a ensuite été de plus en plus considéré comme une nuisance et un problème de santé publique, notamment dans les années 1980 au Québec, par les Départements de santé communautaire (D.S.C.) et le Bureau d'audiences publiques sur 1'environnement qui ont souhaité travailler à une approche de type bénéfices/risques.
En France métropolitaine, les épandages aériens de pesticides ont été rares et plutôt limités à quelques régions (Champagne-Ardenne et Aquitaine, où respectivement seuls 1 % et 0,6 % du territoire régional ont été ainsi traités), la moyenne nationale en métropole étant de 0,3 % . 

Il n'en va pas de même pour les territoires ultramarins, en particulier pour les Antilles qui ont subi des épandages aériens d'une intensité exceptionnelle avec par exemple en 2008 près d'un tiers des surfaces traitées par cette méthode (63 500 hectares, alors qu'elles ne correspondent qu'à 0,4 % du territoire national). En Martinique, 40 % de la superficie totale était concernée, et 13 % en Guadeloupe). Cette année là, au total, 203 000 hectares développés ont été pulvérisé par voie aérienne (un hectare développé représente une surface fictive sur laquelle des produits phytosanitaires ont été déversés par voie aérienne. Si un même champ d’un hectare a été traité deux fois dans l'année par voie aérienne, la surface développée traitée sera de 2 × 1 = 2 hectares). L'épandage aérien s'y est fortement pratiqué, à partir de 1958 sur les bananeraies, et jusque dans les années 2010, malgré de nombreuses critiques de la part des ouvriers agricoles et les riverains qui s'y trouvaient régulièrement directement et indirectement exposés, avec les risques sanitaires que l'on connait pour ce qui concerne la chlordécone. Ces traitements ont été durant plus d'un demi-siècle source de conflit aux Antilles, entre les producteurs de bananes, l'administration et la population et les associations environnementales, y compris après l'interdiction qui s'est échelonnée de 2011 à 2014, dans le douloureux contexte sanitaire du scandale du chlordécone, alors que les préfets octroyaient des dérogations. En Martinique, seul l'hélicoptère est utilisé (depuis janvier 2010) alors qu'en Guadeloupe les grandes parcelles sont traitées par avion, à environ 2 m au dessus de la canopée des bananeraies. Dans les deux cas des tests ont montré qu'on peut considérablement diminuer la dérive, avec l'utilisation d'un GPS dans l'avion ou l'hélicoptère, de nouveaux types de buses (à injection d'air) et des rampes moins longues ont été proposées, ainsi que l'ajout d'un déflecteur sur l'avion épandeur. En zone tropicale, si l'agriculture biologique n'est pas pratiquée, l'épandage par pulvérisateur porté à dos d'homme, sous les bananiers, impose l'utilisation d'un équipement de protection complet, très inconfortable sous ce climat et qui risque de mal protéger l'applicateur.
En 2009, la directive européenne du 29 octobre interdit cette pratique. Selon un rapport publié cette année là par les ministères de l’Écologie et de l’Agriculture, 100 000 hectares (0,3 % de la surface agricole utile) dans 22 régions et 66 départements sont concernés en 2009 par l’épandage aérien (seules la Normandie, la Bretagne et la Réunion ne l'ont pas pratiqué), avec jusqu’à dix passages sur la vigne ou les bananes. Des forêts et espaces boisés sont aussi concernés (dans plus de 30 départements) contre les chenilles processionnaires.
La France a traduit l'interdiction dans la loi no 2010-788 du 12 juillet 2010, tout en permettant des dérogations par les préfets. Ces dérogations ont dans la France d'Outre-mer intensifié les conflits entre l'industrie de la banane, soutenus par les préfectures, et les collectifs écologistes locaux, qui ont contesté ces autorisations devant les tribunaux administratifs de Fort-de-France et de Basse-Terre.
En France métropolitaine, à l'automne 2011, pour des motifs de protection de la santé publique, des professionnels de la forêt privée ont demandé à l’Agence régionale de la santé (ARS) d’Aquitaine l'autorisation de traiter des boisements par voie aérienne pour tenter d'y éliminer des chenilles processionnaire du pin, essentiellement en zones urbanisées ; une solution finalement abandonnée, en lien notamment avec un arrêté du 31 mai 2011 relatif aux conditions d’épandage des produits mentionnés à l’article L. 253-1 du code rural de la pêche maritime, qui interdit tout épandage aérien dans les 50 mètres entourant les habitations et les jardins.

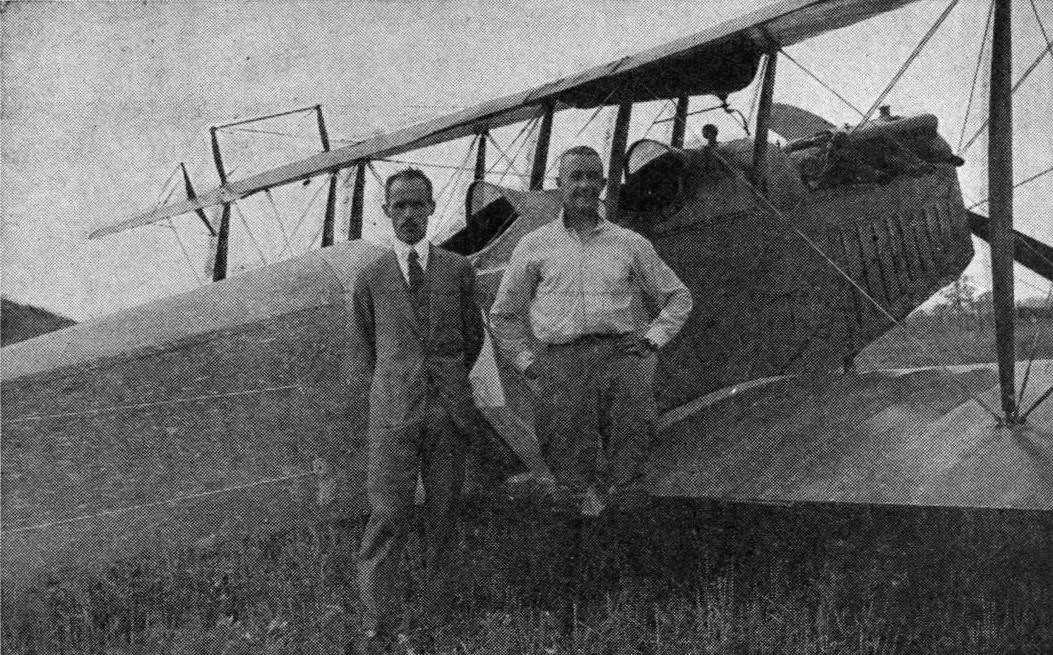
Lt. Macready (à droite) and McCook Field engineer E. Dormoy (gauche) devant le premier avion épandeur 3 aout 1921).
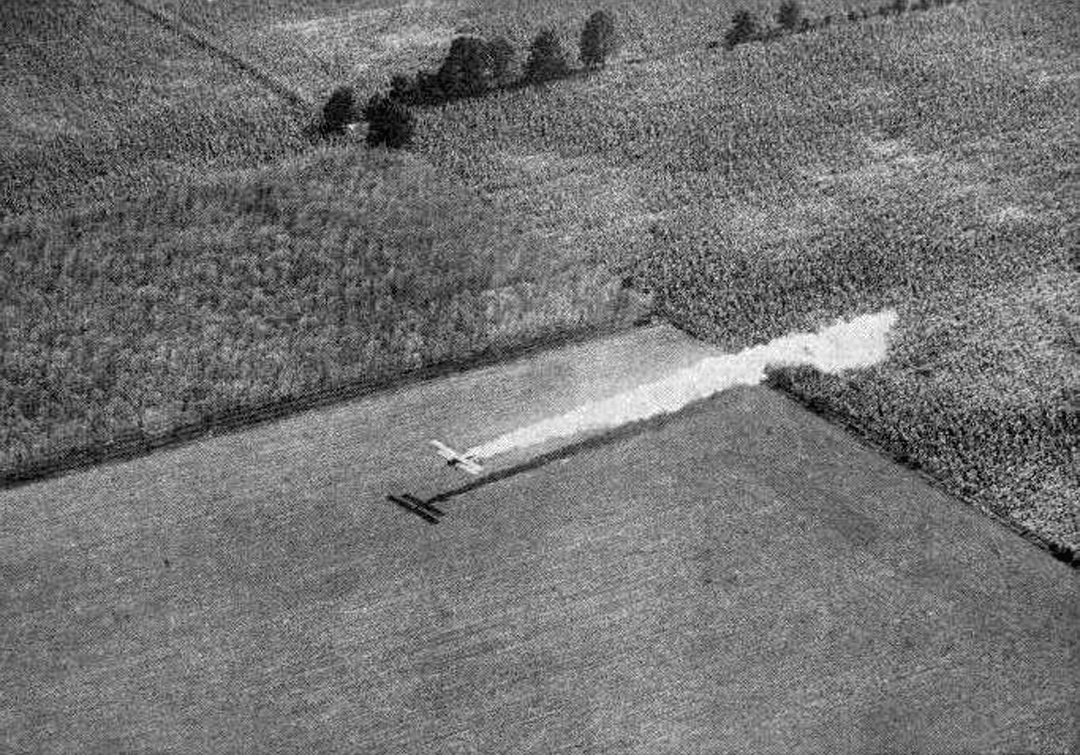
Premier épandage, par un Curtiss JN Jenny.

### Interdictions et préoccupations
Depuis les années 1970, de nombreux pays ont limité ou interdit l'application aérienne de pesticides et d'autres substances, en raison de préoccupations environnementales et sanitaires, liées à la dérive des pesticides, source de risques démontrés avec la chlordécone sur les bananeraies et pour certaines personnes vulnérables (femmes enceintes notamment).
L'Union européenne a interdit cette pratique en 2009 (directive 2009/128/CE), sauf exception pour des cas très spécifiques.

## Évolutions et perspectives
Depuis les années 1990, des drones équipés de moyens de pulvérisation sont testés ou utilisés en l'agriculture pour des pulvérisations aériennes plus précises et moins coûteuses, notamment au Japon et en Corée du Sud. Plus récemment aux États-Unis ils sont autorisés dans certains vignobles et l'Environmental Protection Agency a publié des directives sur les meilleures pratiques en matière d'application aérienne.
En 2010, le U.S. Forest Service a recueilli des avis publics pour une étude d'impact environnemental sur l'utilisation de retardateurs de feu.